# Epidendrum strobilicaule
Epidendrum strobilicaule là một loài thực vật có hoa trong họ Lan. Loài này được Hágsater & Benelli mô tả khoa học đầu tiên năm 2008.